# U.S. Highway 62
Der U.S. Highway 62 führt vom Nordosten der USA in den Südwesten. Der südwestliche Endpunkt liegt im an der mexikanischen Grenze liegenden El Paso in Texas, der nordöstliche in Niagara Falls im Staate New York unweit der an der kanadischen Grenze gelegenen Niagarafälle.
In seinem westlichen Teilstück folgt der U.S. Highway 62 teilweise dem Ozark Trail mit der historischen Brücke über den Canadian River in Newcastle (Oklahoma).

## Verlauf

### Texas und New Mexico
Der Highway 62 verläuft an zwei Abschnitten durch Texas, unterbrochen von einer Strecke durch New Mexico. Der Highway beginnt in El Paso unmittelbar an der Grenze zu Mexiko und führt in östlicher Richtung gemeinsam mit dem U.S. Highway 180 aus der Stadt hinaus. Die Straße führt am Südostrand des Guadalupe-Mountains-Nationalparks entlang und erreicht danach New Mexico.
Der Highway 62 erreicht den Südostrand des Carlsbad-Caverns-Nationalparks mit seinen bekannten Tropfsteinhöhlen, bevor die Stadt Carlsbad erreicht wird. Westlich davon wird hinter Hobbs erneut der Staat Texas erreicht. In Seminole kreuzt der U. S. Highway 385. Der Highway 62 biegt hier nach Nordosten ab und erreicht Lubbock, wo der Highway 62 die Interstate 27 mit dem auf der gleichen Strecke verlaufenden U.S. Highway 87 sowie den U.S. Highway 84 kreuzt.
Über Lorenzo führt der Highway 62 nach Ralls, wo die Straße nach Norden abbiegt, um in Floydada ab der Einmündung des U.S. Highway 70 wieder in östlicher Richtung weiter führt. In Matador kreuzt der Texas State Highway 70, ab Paducah führt die Straße in nördlicher Richtung deckungsgleich mit dem U.S. Highway 83.
Hinter Childress, wo der U.S. Highway 287 kreuzt, erfolgt eine Abzweigung nach Osten und nach 15 km wird die Grenze zwischen Texas und Oklahoma erreicht.

### Oklahoma
Durch den Südwesten Oklahomas verläuft der Highway 62 in östlicher Richtung. 52 km nach der Kreuzung mit dem U.S. Highway 183 biegt der Highway 62 in Lawton nach Norden ab und verläuft 13 km deckungsgleich mit der Interstate 44 und dem U.S. Highway 281 bis zum nördlichen Stadtrand. Von dort führt die weitere Route über Apache nach Anadarko, wo die Straße nach Osten abbiegt und der deckungsgleiche Verlauf mit dem Highway 281 endet. In Chickasha trifft der Highway 62 erneut auf die Interstate 44 sowie die U.S. Highways 81 und 277. Gemeinsam mit verlaufen die Highways 62 und 277 nun in nordöstlicher Richtung bis Newcastle, wo der Canadian River überquert wird. Von hier sind es 30 km in nördlicher Richtung bis Oklahoma City, auf denen der Highway 62 größtenteils gemeinsam mit der Interstate 44 verläuft.
Der Highway 62 verlässt Oklahoma City in östlicher Richtung und führt über Choctaw, Harrah, die Kreuzung mit dem U.S. Highway 177, Meeker und die Kreuzung mit dem U.S. Highway 377 in Prague nach Okemah. Dort mündet der Highway 62 in die Interstate 40 und verläuft gemeinsam mit dieser in östlicher Richtung. Nach 29 km verlässt er die Interstate wieder, um gemeinsam mit dem U.S. Highway 75 von Henryetta in nördlicher Richtung nach Okmulgee zu führen. In östlicher Richtung führt der Weg nun nach Muskogee, welches gemeinsam mit dem U.S. Highway 64 erreicht wird. In der Stadt wird nach der Kreuzung mit dem U.S. Highway 69 der Arkansas River überquert.
In östlicher Richtung wird nun nach etwa 40 km Tahlequah erreicht. Weiter östlich kreuzt bei Westville der U.S. Highway 59, bevor die Grenze zwischen Oklahoma und Arkansas erreicht wird.

### Arkansas
Der Highway 62 verläuft in Arkansas zuerst rund 40 km in östlicher Richtung, bis er bei Fayetteville auf die gemeinsam verlaufenden Interstate 540 und U.S. Highway 71 trifft. Mit diesen gemeinsam verläuft der Highway 62 nun in nördlicher Richtung über Springdale nach Rogers, wo der Highway den gemeinsamen Streckenverlauf verlässt und in östlicher Richtung durch das Ozark-Plateau führt. Hinter Green Forest mündet der U.S. Highway 412 ein und verläuft fortan gemeinsam mit dem Highway 62 nach Osten. In Harrison kreuzt der U.S. Highway 65 versetzt und führt über Mountain Home zur Einmündung des U.S. Highway 167 und wenig später des U.S. Highway 63 bei Cherokee Village. In Imboden verlässt der Highway 62 die gemeinsame Strecke mit den U.S. Highways 63 und 412 und erreicht Pocahontas.
Von dort führt die Straße weiter in östlicher Richtung gemeinsam mit dem U.S. Highway 67 nach Corning, wo der Highway 67 in nördlicher Richtung den gemeinsamen Verlauf verlässt. In Piggott mündet der U.S. Highway 49 und der Highway 62 biegt 3 km hinter der Stadt nach Norden ab, um nach weiteren 9 km die Grenze zwischen den Staaten Arkansas und Missouri zu erreichen.

### Missouri
Über Campbell führt die Straße in nordöstlicher Richtung nach Malden. Von dort führt der Highway 32 km nach Osten und trifft bei Howardville unweit des Mississippi River auf den U.S. Highway 61. Auf einer gemeinsamen Strecke verlaufen die Highways durch New Madrid und danach nach Norden bis Sikeston. Von dort verläuft der Highway 62 wieder allein, um sich hinter Charleston mit dem U.S. Highway 60 zu vereinigen. Nach 21 km erreicht der Highway 62 das westliche Ufer des Mississippi River und führt über eine Brücke von Missouri nach Illinois.
Zwischen Malden und New Madrid wurde der heutige Highway 62 im Jahre 1922 ursprünglich als Route 82 festgelegt und später in den heute bestehenden Highway 62 umbenannt. Der Abschnitt westlich von Malden war bis zur Einrichtung des Highway 62 noch unbenannt.

### Illinois
Durch Illinois führt der Highway 62 (gemeinsam mit dem U.S. Highway 60) durch einen etwa 1 km langen Abschnitt zwischen den Brücken von Missouri über den Mississippi River und von Illinois gemeinsam mit dem U.S. Highway 51 über den Ohio River nach Kentucky südlich der Stadt Cairo.

### Kentucky
Der Highway 62 führt in Kentucky zunächst gemeinsam mit dem Highway 51 nach Südosten. In Bardwell verlässt der Highway 62 nach Osten den gemeinsamen Streckenabschnitt. In Paducah erreicht der Highway 62 an der Mündung des Tennessee River erneut den Ohio River.
Danach führt der Highway 62 durch das touristisch bedeutsame Gebiet an den Stauseen des Tennessee River. Über Eddyville, Princeton, der Kreuzung mit dem U.S. Highway 41, Central City mit der Kreuzung des U.S. Highway 431 und Leitchfield wird Elizabethtown in der Nähe von Fort Knox erreicht.
In Bardstown kreuzt der U.S. Highway 150. Der Highway 62 führt nun in östlicher Richtung weiter, die allmählich in Nordost übergeht. In Lawrenceburg kreuzt der U.S. Highway 127. Nach der Kreuzung mit der Interstate 64 wird Georgetown erreicht, wo der U.S. Highway 25 kreuzt. Nach Verlassen der Stadt kreuzt der Highway 62 die Interstate 75. Über Cynthiana mit der Kreuzung des U.S. Highway 27 führt der Highway 62 nach Maysville, wo auf der Brücke über den Ohio River die Grenze zwischen den Staaten Kentucky und Ohio erreicht wird.

### Ohio
Über die Simon Kenton Memorial Bridge führt der Highway 62 gemeinsam mit dem U.S. Highway 68 nach Ohio. In Ripley verlassen beide Highways gemeinsam das Ufer des Ohio River. Kurz danach führt der Highway 62 allein weiter und erreicht Hillsboro. In der Stadt verläuft der Highway 62 in nördlicher Richtung und kreuzt im Stadtzentrum den U.S. Highway 50. 42 km nördlich kreuzt der U.S. Highway 35 in der Stadt Washington Court House. Von hier verläuft die Straße wieder in nordöstlicher Richtung, quert die Interstate 71 und erreicht mit Columbus die Hauptstadt von Ohio. Dort trifft der Highway 62 auf die Interstate 70 und die U.S. Highways 23, 33 und 40.
Im weiteren Verlauf in Richtung Nordosten kreuzt der Highway 62 den U.S. Highway 36 und erreicht gemeinsam mit dem U.S. Highway 30 die Stadt Canton (Ohio). Danach führt die Straße durch Alliance und Salem zur Interstate 76. Im weiteren Verlauf wird Youngstown, nach weiteren 20 km nach der Kreuzung mit der Interstate 80 die Grenze zwischen den Staaten Ohio und Pennsylvania erreicht.
Es ist geplant, den Abschnitt zwischen Alliance und Salem mit Anbindung an die Interstate 80 als Hubbard Arterial autobahnähnlich auszubauen.

### Pennsylvania
In Sharon kommt der Highway 62 nach Pennsylvania. An der Grenze zwischen Ohio und Pennsylvania ändert sich die Ausschilderung der Fahrtrichtung von Ost–West in Nord–Süd. Der Highway 62 führt durch Mercer mit der Kreuzung des U.S. Highway 19 nach Franklin, wo der U.S. Highway 322 kreuzt. Hier tritt die Straße in das Tal des Allegheny River ein, an dessen Ufer der Highway 62 über eine Strecke von 72 km verläuft. In Oil City wird der Fluss zum ersten Mal überquert. Weiter nordöstlich wird der Allegheny National Forest erreicht, an dessen Westrand der Highway 62 nun entlangführt. Gemeinsam mit dem U.S. Highway 6 erreicht der Highway 62 die Stadt Warren, wo der Highway 6 wieder in südlicher Richtung abbiegt. Von Warren sind es noch 20 km nach Norden, bis die Grenze zwischen den Staaten Pennsylvania und New York erreicht wird.

### New York
Aus Süden kommend wird zunächst das Chautauqua County erreicht. Dort wird die Interstate 86 überquert. Im weiteren nordnordöstlichen Verlauf führt der Highway 62 über Gowanda nach Hamburg. Wenige Kilometer später führt eine Brücke über die Interstate 90 (New York State Thruway). Weiter nördlich führt der Highway durch Lackawana und erreicht Buffalo, die zweitgrößte Stadt im Bundesstaat New York.
In Buffalo wird die Interstate 190 unterquert. Nördlich der Stadt Buffalo führt der Highway 62 durch Amherst und unterquert die Interstate 290. Im weiteren Verlauf wird der Eriekanal überquert und die Stadt Wheatfield erreicht. Später wird der Niagara Falls International Airport passiert und erneut die Interstate 190 unterquert. Danach tritt der Highway 62 in das Stadtgebiet von Niagara Falls ein und spaltet sich in den eigentlichen Highway 62 und die Business U.S. Route 62 auf. Entgegen der überwiegenden Fahrtrichtung des Highway 62 führt die Straße durch Niagara Falls in westlicher Richtung. Mit dem Erreichen der Rainbow Bridge, die nach Kanada führt, ist das Ende des U.S. Highway 62 erreicht.